# Annette Kuhn
Annette Kuhn (Berlín, Alemania, 22 de mayo de 1934-ibidem, 27 de noviembre de 2019) fue una historiadora alemana. Desde 1966 a 1999 fue profesora de enseñanza de historia, y más tarde también de los estudios de mujeres en la Universidad Pedagógica de Bonn y la Universidad de Bonn. Profesora e investigadora de cine.

## Biografía
Annette Khun fue la segunda hija de Käte Lewy, de casada Käte Kuhn, y de Helmunt Kuhn. De origen judío, la familia emigró a Estados Unidos en 1948. En la obra autobiográfica Ich trage einen goldenen Stern - Ein Frauenleben in Deutschland (Estoy usando una estrella de oro - la vida de una mujer en Alemania) escrita en 2003, Annette Kuhn analizó su experiencia en el exilio siendo una niña y sus orígenes hebreos.
Annette Kuhn fue la profesora más joven de la República Federal de Alemania cuando obtuvo, en 1964, la cátedra de Historia Medieval y Moderna de la Universidad de Educación de Bonn.
Fue la creadora de la teoría feminista del cine: «hacer visible lo invisible», realizó un análisis histórico de la posición y el papel de la mujer en la industria cinematográfica y de cómo se la ha representado. Estableció las relaciones entre el feminismo y el cine de los 70 a través del análisis de diferentes metodologías (semiótica, posestructuralismo, psicoanálisis).
A partir de los años 80 investiga el movimiento feminista de las mujeres, en 1986 recibió la cátedra de historia de la mujer a través de la cual realizó diferentes estudios y llevó a cabo varios proyectos sobre la vida de la mujer y su posición laboral a lo largo de la historia, dando a través de dichas investigaciones visibilidad a las mujeres.
Annette Kuhn obtuvo en 1999 la cátedra emérita en historia de la mujer y un año después, en el año 2000, siendo directora científica de la POLITEIA creó el proyecto Casa de la Historia de la Mujer,  asociación para la promoción de la igualdad democrática, la conciencia histórica de la mujer.
En 2009 fundó la Fundación Annette Kuhn para promover la educación femenina y la investigación histórica crítica sobre las mujeres en Alemania así como, impulsar los objetivos de la fundación en la práctica y en el desarrollo científico.

## Trayectoria profesional
- Profesora e investigadora sobre los estudios de cine en la universidad Queen Mary de Londres.
- Miembro de la Academia Británica.
- Miembro de la Academia Europea.
- Licenciada en Sociología por las universidades de Sheffield y Londres.
- Profesora en el Centro de investigación de la Universidad Nacional de Humanidades de Australia y Estocolmo.
- Directora científica del proyecto POLITEIA.

## Premios
- Johanna-Loewenherz-Preis (2004)[3]
- Cruz Federal del Mérito de primera clase (2006)[3]

## Obras publicadas
- Du hast mich heimgesucht bei Nacht. Abschiedsbriefe und des Aufzeichnungen Widerstandes 1933-1945 (Usted vino a por mí en la noche. Cartas de despedida y notas de la resistencia 1933-1945), (1959)[3]
- El cine de mujeres
- Alien Zone: Teoria de la Cultura y la Ciencia ficción Cine Contemporáneo (1990)
- Cinco mujeres: feminismo y cine (1991)
- Secretos de familia: actos de la memoria y de la imaginación (2002)[2]
- El cine y la memoria cultural (2002)[2]
- Ich trage einen goldenen Stern - Ein Frauenleben in Deutschland (Estoy usando una estrella de oro - la vida de una mujer en Alemania), (2003)
- La localización de la memoria: hechos fotográficos, (2006), coedición con Kristen Emito McAllister.[2]
- Diccionario de los estudios de cine (Oxford referencia rápida), (2012) en coedición con Chico Westwell.[2]
- Pequeñas locuras: Winnicott, fenómenos ransicionales y Experiencia Cultural, (2013)